# Radio (Rammstein)
Radio is een single van de Duitse band Rammstein en het tweede nummer op het album Rammstein. Hij werd digitaal uitgebracht op 26 april 2019.
Op 25 april 2019 omstreeks 21 uur CEST ging de single in première op verschillende radiozenders. In Nederland was dit KINK, in Vlaanderen Studio Brussel en in Wallonië was het Classic 21.
De tekst van Radio verwijst naar de culturele situatie in de Duitse Democratische Republiek, waar men in het geheim naar (verboden) 'Westerse' radiostations luisterde om te ontsnappen aan de dagelijkse realiteit.

## Nummerlijst
| 1.                | Radio                    | 4:37 |
| 2.                | Radio (RMX by Twocolors) | 5:00 |
| Totale duur: 9:37 |                          |      |

## Video
De videoclip voor het nummer werd op 26 april 2019 uitgebracht op de bands YouTube-kanaal, volgend op een preview van 26 seconden die twee dagen eerder gepubliceerd werd. De video werd geregisseerd door Jörn Heitmann.
De clip ging in première op 25 april als projectie op een gebouw in de Torstraße te Berlijn. De projectie was overigens zonder geluid; fans moesten hun eigen radio meebrengen, aangezien het lied tezelfdertijd ook op de radio uitgezonden werd.

## NPO Radio 2 Top 2000
| Nummer met noteringen in de NPO Radio 2 Top 2000 | '23  | '24  |
| ------------------------------------------------ | ---- | ---- |
| Radio                                            | 1016 | 1067 |

1. ↑  Een vetgedrukt getal geeft de hoogste notering aan.
2. ↑  2023 was het eerste jaar met een notering voor dit nummer.